# Ocean Drive (canção)
Ocean Drive (a Ocean Drive é uma das principais vias de Miami Beach) é uma canção do DJ e produtor inglês Duke Dumont. Foi lançada como o primeiro single de seu sétimo EP, Blasé Boys Club Part 1, em 31 de julho de 2015. Um videoclipe para a canção também foi lançado em 15 de setembro no Vevo e no YouTube. "Ocean Drive" teve um desempenho comercial de sucesso especialmente na região da Oceania, onde chegou ao número 5 na Austrália, onde a canção recebeu certificado de platina pela ARIA, e número 14 na Nova Zelândia, onde recebeu certificado de ouro pela RMNZ.

## Faixas
| Digital download – single |               |         |  |
| N.º                       | Título        | Duração |  |
| 1.                        | "Ocean Drive" | 3:25    |  |

| Digital download – remixes |                                         |         |  |
| N.º                        | Título                                  | Duração |  |
| 1.                         | "Ocean Drive" (Michael Calfan Remix)    | 4:41    |  |
| 2.                         | "Ocean Drive" (Hayden James Remix)      | 4:36    |  |
| 3.                         | "Ocean Drive" (Alison Wonderland Remix) | 3:45    |  |
| 4.                         | "Ocean Drive" (Zinc Remix)              | 4:54    |  |
| 5.                         | "Ocean Drive" (Shaun Frank Remix)       | 5:07    |  |

## Desempenho nas paradas
| Parada (2015–16)                                  | Melhor posição |
| ------------------------------------------------- | -------------- |
| Austrália (ARIA)                                  | 5              |
| Bélgica (Ultratip Bubbling Under de Flandres)     | 6              |
| Bélgica (Ultratip Bubbling Under da Valônia)      | 17             |
| França (SNEP)                                     | 68             |
| Hungria (Dance Top 40)                            | 16             |
| Hungria (Single Top 40)                           | 1              |
| Nova Zelândia (Recorded Music NZ)                 | 14             |
| Polónia (Polish Airplay Top 100)                  | 1              |
| Portugal (AFP)                                    | 4              |
| Escócia (Scottish Singles Chart)                  | 27             |
| Reino Unido (UK Singles Chart)                    | 42             |
| Estados Unidos (Billboard Dance Club Songs)       | 1              |
| Estados Unidos (Billboard Dance/Electronic Songs) | 14             |

## Histórico de lançamento
| Região | Data                   | Formato                    | Gravadora       | Ref.  |
| ------ | ---------------------- | -------------------------- | --------------- | ----- |
| Mundo  | 31 de julho de 2015    | Download digital – single  | Virgin EMI      | [ 1 ] |
| Mundo  | 25 de setembro de 2015 | Download digital – remixes | Blasé Boys Club | [ 2 ] |